# Diplomatie du Maroc en Italie
 (mai 2021).
La mise en forme du texte ne suit pas les recommandations de Wikipédia : il faut le « wikifier ».
Les points d'amélioration suivants sont les cas les plus fréquents. Le détail des points à revoir est peut-être précisé sur la page de discussion.
- Les titres sont pré-formatés par le logiciel. Ils ne sont ni en capitales, ni en gras.
- Le texte ne doit pas être écrit en capitales (les noms de famille non plus), ni en gras, ni en italique, ni en « petit »…
- Le gras n'est utilisé que pour surligner le titre de l'article dans l'introduction, une seule fois.
- L'italique est rarement utilisé : mots en langue étrangère, titres d'œuvres, noms de bateaux, etc.
- Les citations ne sont pas en italique mais en corps de texte normal. Elles sont entourées par des guillemets français : « et ».
- Les listes à puces sont à éviter, des paragraphes rédigés étant largement préférés. Les tableaux sont à réserver à la présentation de données structurées (résultats, etc.).
- Les appels de note de bas de page (petits chiffres en exposant, introduits par l'outil «  Source ») sont à placer entre la fin de phrase et le point final[comme ça].
- Les liens internes (vers d'autres articles de Wikipédia) sont à choisir avec parcimonie. Créez des liens vers des articles approfondissant le sujet. Les termes génériques sans rapport avec le sujet sont à éviter, ainsi que les répétitions de liens vers un même terme.
- Les liens externes sont à placer uniquement dans une section « Liens externes », à la fin de l'article. Ces liens sont à choisir avec parcimonie suivant les règles définies. Si un lien sert de source à l'article, son insertion dans le texte est à faire par les notes de bas de page.
- La présentation des références doit suivre les conventions bibliographiques. Il est recommandé d'utiliser les modèles {{Ouvrage}}, {{Chapitre}}, {{Article}}, {{Lien web}} et/ou {{Bibliographie}}. Le mode d'édition visuel peut mettre en forme automatiquement les références.
- Insérer une infobox (cadre d'informations à droite) n'est pas obligatoire pour parachever la mise en page.

Pour une aide détaillée, merci de consulter Aide:Wikification.
Si vous pensez que ces points ont été résolus, vous pouvez retirer ce bandeau et améliorer la mise en forme d'un autre article.
L'ambassade du Maroc en Italie comprend la représentation diplomatique du royaume du Maroc en Italie. L'ambassade est située à Rome, la capitale du pays, et son ambassadeur est Youssef Balla depuis le 25 juin 2019, elle est secondée par 6 consulats.

## Ambassadeurs du Maroc en Italie
| Nom                            | image | date de début de mission | date de remise des lettres de créance | date de fin de mission | Rois du Maroc         | Présidents d'Italie                    |
| ------------------------------ | ----- | ------------------------ | ------------------------------------- | ---------------------- | --------------------- | -------------------------------------- |
| Tahar Mekouar                  |       | 6 septembre 1956         |                                       | 27 avril 1957          | Mohammed V            | Giovanni Gronchi                       |
| Ahmed Taibi Benhima            |       |                          | 15 janvier 1957                       | 31 janvier 1959        | Mohammed V            | Giovanni Gronchi                       |
| Driss Debbagh                  |       | 17 février 1959          | 5 mars 1959                           | 26 juillet 1961        | Mohammed V/Hassan II  | Giovanni Gronchi                       |
| Mohamed Aouad                  |       |                          |                                       | 1962                   | Hassan II             | Giovanni Gronchi                       |
| Omar Boucetta                  |       | 1962                     | 8 janvier 1963                        | 1965                   | Hassan II             | Giovanni Gronchi/Antonio Segni         |
| Moulay El Hassan ben Al Mehdi  |       | 1965                     | 28 octobre 1965                       | 1 mars 1967            | Hassan II             | Giuseppe Saragat                       |
| Youssef Belabbès               |       |                          | 21 mars 1967                          | 17 décembre 1968       | Hassan II             | Giuseppe Saragat                       |
| Princesse Lalla Aïcha          |       | 1969                     | 21 février 1969                       | 2 mars 1972            | Hassan II             | Giuseppe Saragat/Giovanni Leone        |
| Hassan Hajoui                  |       |                          | 28 juin 1972                          | 15 octobre 1974        | Hassan II             | Giovanni Leone                         |
| Mehdi M'rani Zentar            |       | 1974                     | 5 décembre 1974                       | 20 septembre 1976      | Hassan II             | Giovanni Leone                         |
| Moulay Mustapha Belarbi Alaoui |       | 1977                     | 25 février 1977                       | 17 novembre 1981       | Hassan II             | Giovanni Leone/Sandro Pertini          |
|                                |       |                          |                                       |                        | Hassan II             |                                        |
| Yahia Benslimane,              |       |                          | 22 février 1983                       | 25 janvier 1989        | Hassan II             | Sandro Pertini/Francesco Cossiga       |
| Zine El Abidine Sebti,         |       |                          | 20 octobre 1989                       | 9 septembre 1999       | Hassan II/Mohammed VI | Francesco Cossiga/Oscar Luigi Scalfaro |
| Aziz Mekouar,                  |       | 1999                     | 7 octobre 1999                        | 7 mai 2002             | Mohammed VI           | Carlo Azeglio Ciampi                   |
| Tajeddine Baddou               |       | 2003                     | 11 juillet 2003                       |                        | Mohammed VI           | Carlo Azeglio Ciampi                   |
| Mohamed Nabil Benabdallah      |       | 2008                     | 16 décembre 2008                      | 24 février 2010        | Mohammed VI           | Giorgio Napolitano                     |
| Hassan Abouayoub               |       | 23 février 2010          | 6 mai 2010                            | 26 juin 2019           | Mohammed VI           | Giorgio Napolitano/Sergio Mattarella/  |
| Youssef Balla                  |       | 25 juin 2019             | 6 septembre 2019                      |                        | Mohammed VI           | Sergio Mattarella                      |

## Consulats
- Bologne (consulat général)
- Milan (consulat général)
- Naples (consulat général)
- Palerme (consulat général)
- Turin (consulat général)
- Vérone (consulat général)

## Marocains résidant en Italie
Selon le ministère des affaires étrangères, de la coopération africaine et des marocains résidant à l'étranger, nombre de marocains résidant en Italie est estimé à 659.230 personnes au 24 juillet 2018.
Le nombre de marocains résidant en Italie est estimé à 432.000 personnes au 31 décembre 2019 selon l’institut national des statistiques (ISTAT).